# Percival Willoughby
Sir Percival Willoughby  († 23. August 1643) war ein britischer Politiker und Großgrundbesitzer.

## Leben
Percival Willoughby entstammte einem alten britischen Adelsgeschlecht, das bereits im 13. Jahrhundert zu Grundbesitz und daraus resultierendem Wohlstand gelangte. Percival heiratete Bridget Willoughby, eine Cousine dritten Grades und die Tochter von Sir Francis Willoughby, des Bauherrn von Wollaton Hall. Im April 1603 wurde er von König James I. zum Ritter geschlagen und im selben Jahr Mitglied in dessen erstem Parlament.
Percival Willoughby investierte in die London and Bristol Company, eine der ersten Handelsunternehmungen zwischen dem Königreich und der neuen Welt in Übersee. Seine Tochter Elizabeth ehelichte 1609 John Gell.